# Cales
|  | Per a altres significats, vegeu «Cales (desambiguació)». |

Cales (en llatí: Cales, en grec antic: Κάλης) va ser una important ciutat de Campània al nord de la província a la via entre Teanum i Casilínum, segons Estrabó, que era una branca de la via Àpia. Era a uns 8 km de Teanum i a uns 12 de Casilínum. El seu territori era considerat molt fèrtil i va produir vi de bona qualitat
Virgili l'esmenta, i diu que era una ciutat associada amb els seus veïns, els sidiquins i els auruncs. La llegenda que recull Sili Itàlic atribueix la seva fundació a Càlais, fill de Bòreas. L'any 332 aC els habitants de la ciutat apareixen en lluita contra Roma, aliats als sidiquins, però van ser derrotats, i els romans van ocupar la ciutat on van establir una guarnició. El 331 aC s'hi va establir una colònia romana de dret llatí amb 2500 colons, de la qual es conserven algunes monedes. El seu territori va ser assolat repetidament pels samnites i després per Hanníbal, però es va mantenir lleial a Roma, i la ciutat mateixa no va ser atacada. Degut als saquejos que va patir el territori l'any 209 aC va ser una de les dotze colònies que no va poder complir amb les contribucions i taxes demanades per Roma i per això va ser castigada durant el període següent amb la imposició de taxes més altes. Tot i així va prosperar i en temps de Ciceró és descrita com una ciutat rica i poblada, i l'orador (per una raó desconeguda) li tenia un especial afecte. L'anomena municipium, categoria que va mantenir durant l'Imperi. Cales era també un centre de la fabricació d'una espècie de vaixells que pel seu origen es van dir Calenae.
Estrabó diu que era una ciutat important i poblada tot i que inferior a Teanum. Després del segle iii quasi desapareix de la història, i en va sortir molt damnada de les successives invasions del segle iv. Va existir fins al segle ix però després de dos segles va ser reconstruïda pels normands i va ser una seu episcopal.
És l'actual Calvi. Conserva restes de la ciutat romana: l'amfiteatre, un teatre, alguns fragments d'edificis, capitells de marbre i fragments d'escultures. El paviment de la via Llatina encara es pot apreciar. Una antiga font termal que Plini el Vell esmenta prop de la ciutat s'ha localitzat a Francolisi a uns 6 km a l'oest
Hi va néixer Marc Vinici, cunyat de Germànic i patró de Vel·lei Patèrcul.
D'aquesta localitat eren originaris o en van ser els conqueridors els romans amb el cognom Calè, un nom de família de la gens Fúfia.